# Oladapo Olufemi
Oladapo Olufemi (5 de novembro de 1988) é um futebolista nigeriano que atua como zagueiro. Atualmente, joga pelo IK Start.
Já atuou pelo Boavista Futebol Clube.